# Tider Woltman
Tider Woltman, auch Dider oder Woltmann, (geboren vor 1436; gestorben nach 1456) war ein Geistlicher, Buchbinder und Buchkünstler, der im 15. Jahrhundert in Braunschweig tätig war.

## Leben
Woltman soll ein Sohn eines Herrn Woltman († um 1441) und dessen Frau Grete[ke] (geborene Tile; † um 1444) gewesen sein. Ein Priester Dider oder Didericke Woltman wird in mehreren Urkunden im Zeitraum vom 14. April 1441 bis 1452 erwähnt. Der Historiker Hermann Herbst, der sich intensiv mit der Erforschung von Bucheinbänden befasste, setzt ihn mit dem Buchbinder Tiderus Woltmann gleich und nennt ihn einen „Weltgeistlichen“. Die Leibgedingeverträge des Rates der Stadt Braunschweig geben Aufschluss darüber, dass er mit Gese (geborene Dusing; † um 1450) verheiratet war und zwei Kinder Diderik und Grete sowie einen älteren Bruder hatte, der als ehrbarer Meister Everd[e] Woltman[n] († um 1442) bezeichnet wurde und wohl ebenfalls Buchbinder war. Bereits 1436 wird ein Theodericus Woltman als Zeuge erwähnt, der Vikar von St. Cyriakus war. Da es in den Urkunden keinerlei Hinweise auf ein eigenes Haus mit eigener Werkstatt gibt, wird vermutet, dass Woltman gemeinsam mit seinem Bruder in der Werkstatt des Dombuchbinders tätig war. Die ihm zugeschriebenen Einbände sind durch eine besondere Art der Darstellung gekennzeichnet. Zwei weisen eine fast identische Darstellung einer Marienfigur auf, die auf einer Mondsichel steht. Beide Werke befanden sich im Besitz des Braunschweiger Domherrn von St. Blasius und Mediziners Johannes Swulber. Seine Werke werden zu den schönsten Erzeugnissen der niedersächsischen Einbandkunst gezählt. Es gibt mindestens 20 Bände, die ihm zugeschrieben werden. Dabei handelt es sich um Ledereinbände mit zumeist feiner Verzierung. Eines dieser Werke nennt ihn als Buchbinder “hunc. librum ligavit dominus Tiderus Woltman” (deutsch: „Dieses Buch wurde von Herrn Tiderus Woltman gebunden.“) Er wendete für den Buchschmuck eine Technik der Blindzeichnungen auf Leder an.

## Einbände (Auswahl)
- Herzog August Bibliothek in Wolfenbüttel (Lederzeichnung eines Löwen von Tider Woltmann auf dem Vorderdeckel)[3]
- Stadtarchiv Braunschweig Weddeschatzbuch (1435–1485). (Einband mit dem steigenden Löwen des Braunschweiger Stadtwappens).[4]